# Sclerophrys cristiglans
Espèce
Synonymes
- Bufo cristiglans Inger & Menzies, 1961
- Amietophrynus cristiglans (Inger & Menzies, 1961)

Statut de conservation UICN

 DD  : Données insuffisantes
Sclerophrys cristiglans est une espèce d'amphibiens de la famille des Bufonidae.

## Répartition
Cette espèce est endémique des monts Tingi en Sierra Leone.

## Description
Le mâle holotype mesure 60,0 mm.

## Taxinomie
Le statut taxonomique de cette espèce est incertain. Robert Mills Tandy suggère que cette espèce pourrait être conspécifique avec Amietophrynus togoensis ou Amietophrynus camerunensis.

## Publication originale
- Inger & Menzies, 1961 : A new species of toad (Bufo) from Sierra Leone. Fieldiana, Zoology, vol. 39, no 54, p. 589-594 (texte intégral).